# 伊那市陸上競技場
伊那市陸上競技場（いなしりくじょうきょうぎじょう）は、長野県伊那市にある陸上競技場。

## トラック概要
- 日本陸上競技連盟第2種公認。全天候型舗装。400m×8コース
- 走り幅跳び、走り高跳び、棒高跳び、三段跳び、3,000メートル障害、円盤投、砲丸投、やり投、ハンマー投の競技も可能[1]。

## 歴史
1983年（昭和58年）に伊那市総合運動場として完成した。
2020年（令和2年）12月に第二種公認の期限となったが、スポーツ振興くじ助成金の申請が不採択となったため、第二種公認を更新できず公式記録が認められる大会を開催できない状態が続いた。2021年（令和3年）に市が改めて申請した助成金の交付が決定し、9月からトラックとフィールドの改修工事が行われ、12月に完成して再び第二種公認陸上競技場として運営できるようになった。

## 共用日・休館日
共用期間
- 1月4日から12月28日[4]

休館日
- 年末年始（12月29日～1月3日）

## 利用時間
午前5時から午後7時

## 周辺
伊那市陸上競技場の周辺は運動施設が固まっており、長野県伊那弥生ヶ丘高等学校の第二運動場や富士塚スポーツ公園運動場、武道館や市民体育館などがある。
その他周辺施設
- 伊那市立伊那中学校
- 伊那文化会館
- 春日公園